# Municipio de Vidin

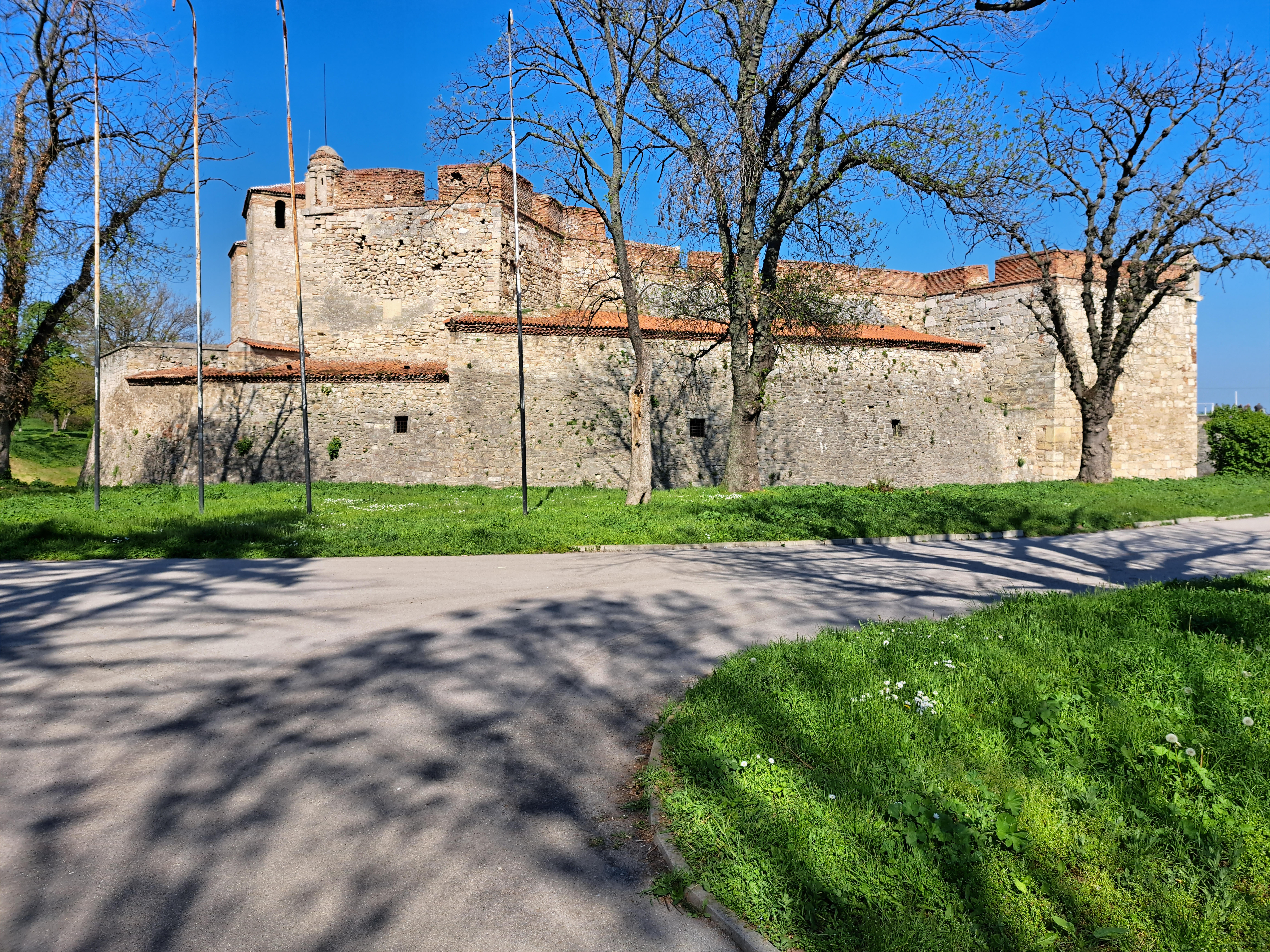
Fortaleza medieval Baba Vida

Vidin es un municipio búlgaro situado en la provincia homónima. Tiene una población estimada, a mediados de septiembre de 2024, de 57 263 habitantes.

## Demografía
En 2011 el 92% de los habitantes eran búlgaros y el 6% eran gitanos. En la capital municipal, Vidin, que es también capital de la provincia, viven tres cuartas partes de la población del municipio; el resto de la población municipal, unos quince mil habitantes, se reparten en otras 33 localidades.
Se ubica en el noreste de la provincia, en la frontera con Rumania a orillas del Danubio, junto a la ciudad rumana de Calafat.

## Localidades
Comprende 34 localidades (las ciudades o villas en negrita): 
| Localidades      | Cirílico         | Población (diciembre de 2009) |
| ---------------- | ---------------- | ----------------------------- |
| Vidin            | Видин            | 49 471                        |
| Akatsievo        | Акациево         | 112                           |
| Antimovo         | Антимово         | 616                           |
| Bela Rada        | Бела Рада        | 608                           |
| Botevo           | Ботево           | 82                            |
| Bukovets         | Буковец          | 772                           |
| Dinkovitsa       | Динковица        | 152                           |
| Dolni Boshnyak   | Долни Бошняк     | 77                            |
| Druzhba          | Дружба           | 220                           |
| Dunavtsi         | Дунавци          | 2743                          |
| Gaytantsi        | Гайтанци         | 118                           |
| General Marinovo | Генерал Мариново | 185                           |
| Gomotartsi       | Гомотарци        | 798                           |
| Gradets          | Градец           | 1476                          |
| Ivanovtsi        | Ивановци         | 113                           |
| Inovo            | Иново            | 735                           |
| Kalenik          | Каленик          | 279                           |
| Kapitanovtsi     | Капитановци      | 1186                          |
| Koshava          | Кошава           | 415                           |
| Kutovo           | Кутово           | 837                           |
| Mayor Uzunovo    | Майор Узуново    | 334                           |
| Novoseltsi       | Новоселци        | 879                           |
| Peshakovo        | Пешаково         | 101                           |
| Plakuder         | Плакудер         | 94                            |
| Pokrayna         | Покрайна         | 1301                          |
| Ruptsi           | Рупци            | 165                           |
| Sinagovtsi       | Синаговци        | 430                           |
| Slana Bara       | Слана бара       | 537                           |
| Slanotran        | Сланотрън        | 595                           |
| Tarnyane         | Търняне          | 166                           |
| Tsar Simeonovo   | Цар Симеоново    | 115                           |
| Voynitsa         | Войница          | 123                           |
| Vartop           | Въртоп           | 97                            |
| Zheglitsa        | Жеглица          | 194                           |
| Total            |                  | 66 126                        |